# Un bacio a mezzanotte
Un bacio a mezzanotte (午前0時、キスしに来てよ?, Gozen 0-ji, kisu shi ni kite yo) è un manga shōjo scritto e disegnato da Rin Mikimoto, serializzato su Bessatsu Friend di Kōdansha dal 13 aprile 2015. In Italia la serie è stata concessa in licenza alla Star Comics, che ne pubblica i volumi a partire dal 25 luglio 2018.

## Trama
Hinana è una studentessa modello, che si contraddistingue nella propria scuola per l'estrema serietà e correttezza; in realtà, la ragazza sogna di vivere un amore romantico. Dopo che la propria scuola diventa il set per le riprese di un film, la giovane ha modo di conoscere il famoso attore e idol Kaede Ayase. Tra i due inizia una relazione, che tuttavia deve essere tenuta segreta per evitare problemi con la stampa e maldicenze; oltre a questo, Kaede ha tuttavia dei dissidi mai sopiti con i Funny Bone, gruppo di cantanti di cui faceva parte e che aveva poi abbandonato per intraprendere la propria carriera.

## Manga
La serie è stata scritta e disegnata da Rin Mikimoto e serializzata da Kōdansha sulla rivista Bessatsu Friend dal 13 aprile 2015. I vari capitoli sono stati raccolti in otto volumi tankōbon. In Italia la serie è stata pubblicata da Star Comics, che la pubblica a partire dal 25 luglio del 2018 nella collana Amici, con il titolo Un bacio a mezzanotte; l'opera è altresì conosciuta con il suo titolo internazionale, Kiss Me at the Stroke of Midnight.

### Volumi
Nell'edizione italiana del manga, ogni capitolo è indicato con il termine inglese story.
| 1  | 13 luglio 2015 | ISBN 978-4-06-341993-1 | 25 luglio 2018    | ISBN 978-88-226-0940-3 |
| 1  | Capitoli - 1. Una persona che vive in un altro mondo - 2. Piacere di conoscerti - 3. Nonostante tu sia mia |                        |                   |                        |
| 2  | 11 dicembre 2015 | ISBN 978-4-06-392023-9 | 26 settembre 2018 | ISBN 978-88-226-1170-3 |
| 2  | Capitoli - 4. Ayase è davvero così? - 5. Mi pare ovvio, no? - 6. Va tutto bene - 7. Dai un po' di attenzioni anche a me |                        |                   |                        |
| 3  | 13 aprile 2016 | ISBN 978-4-06-392038-3 | 28 novembre 2018  | ISBN 978-88-226-1220-5 |
| 3  | Capitoli - 8. Io mi sono prenotato - 9. È davvero carina - 10. Se lo vuoi così tanto, allora lo faccio io - S. Inserto speciale: Kinkyori renai - Il felice matrimonio della ragazza genio                                      |                        |                   |                        |
| 4  | 13 settembre 2016 | ISBN 978-4-06-392078-9 | 23 gennaio 2019   | ISBN 978-88-226-1249-6 |
| 4  | Capitoli - 11. Ero troppo impaziente - 12. Scusa, ti ho mentito - 13. L'unica a cui penso sei tu - 14. Lui è il tuo principe, no?                                                                                               |                        |                   |                        |
| 5  | 13 gennaio 2017 | ISBN 978-4-06-392102-1 | 27 marzo 2019     | ISBN 978-88-226-1302-8 |
| 5  | Capitoli - 15. Non ha mai smesso di amarlo - 16. Non ho mai pensato che fossimo una famiglia - 17. Sono sleale - 18. Da dove inizio a mangiarti?                                                                                |                        |                   |                        |
| 6  | 13 luglio 2017 | ISBN 978-4-06-392120-5 | 22 maggio 2019    | ISBN 978-88-226-1412-4 |
| 6  | Capitoli - 19. Non ti lascerò a nessun altro - 20. Posso continuare, se vuoi - 21. Tienila fuori da questa storia - 22. Lo odio eccome                                                                                          |                        |                   |                        |
| 7  | 12 gennaio 2018 | ISBN 978-4-06-510687-7 | 24 luglio 2019    | ISBN 978-88-226-1472-8 |
| 7  | Capitoli - 23. Mi piaci da impazzire - 24. Sono così immaturo - 25. Vogliamo la stessa cosa, no? - 26. Basta che non usi le mani                                                                                                |                        |                   |                        |
| 8  | 13 giugno 2018 | ISBN 978-4-06-511393-6 | 25 settembre 2019 | ISBN 978-88-226-1533-6 |
| 8  | Capitoli - 27. Oh, l'hai notato? - 28. Non ti lascerò scappare - 29. Il piano è semplice - S. Inserto speciale: Kyo no kira-kun - Special Page One Love                                                                         |                        |                   |                        |
| 9  | 13 novembre 2018 | ISBN 978-4-06-513509-9 | 24 dicembre 2019  | ISBN 978-88-226-1642-5 |
| 9  | Capitoli - 30. Se si tratta di te… - 31. Volevo fare il gentiluomo, ma… - 32. Ormai non mi fermo più - 33. Di un altro mondo |                        |                   |                        |
| 10 | 12 aprile 2019 | ISBN 978-4-06-515128-0 | 26 febbraio 2020  | ISBN 978-88-226-1732-3 |
| 10 | Capitoli - 34. Ho un favore da chiedervi - 35. Ci penso io - 36. Io vado - S. Side Story: Io sono l'agente di Kaede |                        |                   |                        |
| 11 | 13 novembre 2019 | ISBN 978-4-06-516996-4 | 28 ottobre 2020   | ISBN 978-88-226-1991-4 |
| 11 | Capitoli - 37. In cambio... - 38. Te lo prometto - 39. L'unica in grado di farmi innamorare... - 40. Le farò uno scherzetto - S. Special Content: Intervista speciale a Kaede Ayase                                             |                        |                   |                        |
| 12 | 13 luglio 2020 | ISBN 978-4-06-519512-3 | 24 febbraio 2021  | ISBN 978-88-226-2131-3 |
| 12 | Capitoli - 41. Un giorno... - 42. Per qualcuno sei la prima stella della sera - 43. Limite di tempo - S. 0 Kiss Short x Short - Side: Hikaru Isoyama - 44. Momenti in cui hai voglia di correre via - 45. Un bacio a mezzanotte |                        |                   |                        |